# Attinghausen
Attinghausen es una comuna suiza del cantón de Uri, situada al occidente del cantón, en la frontera de este con el cantón de Obwalden. Limita al norte con las comunas de Isenthal y Seedorf, al este con Altdorf y Schattdorf, al sur con Erstfeld y Wassen, y al oeste con Engelberg (OW).